# Tolsjö
Tolsjö är en småort i Lidköpings kommun i Västergötland.
Tolsjö ligger på halvön Kålland. Orten ligger i Sunnersbergs socken i närheten av Sunnersbergs kyrka.